# 卡沃山

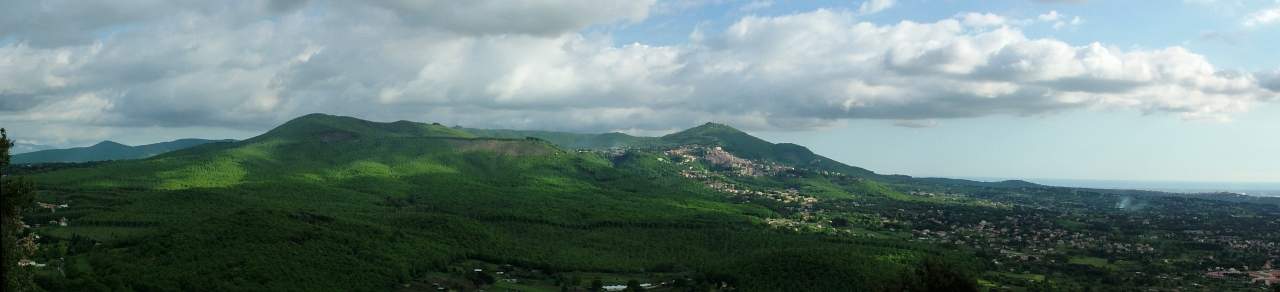

卡沃山（Monte Cavo）是一座靠近義大利首都羅馬的山峰，也是阿爾班山的第二高峰。這座山峰距地中海有20 km（12 mi）。在圖路斯·荷提里烏斯統治時期，卡沃山曾有過噴發活動。

## 外部連結
- Cassius Dio, Roman History （页面存档备份，存于） (English translation on LacusCurtius)
- English translation of the Roman Antiquities -  Dionysius of Halicarnassus （页面存档备份，存于） (at LacusCurtius)